# Ломниця (Добрицька область)
Ло́мниця (болг. Ломница) — село в Добрицькій області Болгарії. Входить до складу общини Добричка.

## Населення
За даними перепису населення 2011 року у селі проживали 315 осіб.
Національний склад населення села:
| Національність   | Кількість осіб | Відсоток |
| ---------------- | -------------- | -------- |
| турки            | 108            | 38,3%    |
| болгари          | 66             | 23,4%    |
| цигани           | 55             | 19,5%    |
| інша             | 47             | 16,7%    |
| не визначились   | 6              | 2,1%     |
| Всього відповіли | 282            |          |

Розподіл населення за віком у 2011 році:
Динаміка населення: